# Teddy Rhodin
Teddy Vitali Rhodin, född 28 februari 1919 i Oscars församling i Stockholm, död 25 juli 2004 i Malmö, var en svensk balettdansör, koreograf, balettchef och skådespelare. Han var son till cirkuslegendaren Brazil Jack, bror till den internationelle cirkusmannen Trolle Rhodin och far till Toni Rhodin.

## Biografi
Teddy Rhodin växte upp i en välkänd cirkusfamilj och skolade sig till balettdansör. 1926 blev han elev vid Kungliga teaterns balettelevskola, 1937 blev han kårdansare och 1942–1964 var han en framstående premiärdansör vid Kungliga Teatern. Bland hans stora roller märks Albrecht i Giselle, Prins Sigfrid i Svansjön och Jean i den svenska baletten Fröken Julie. Han ansågs dock mer som en karaktärsdansare än som en regelrätt danseur noble. Efter pensioneringen i Stockholm flyttade han 1964 med familjen till Malmö stadsteater med tanken att främst verka som skådespelare; något han redan dessförinnan verkat som emellanåt, bland annat i ett antal svenska långfilmer. Till filmen Singoalla (1949) gjorde han koreografi och komponerade även dansmusik.
Han verkade vid Malmö stadsteater till slutet av 1970-talet, och blev snart också involverad i teaterns balettverksamhet, där han gjorde flera framstående roller respektive koreograferade, såsom första produktionen, 1966, Coppelia, Petrusjka, Giselle, Månrenen, Scheherazade. Han spelade titelrollen i musikalen Spelman på taket (1968) med bland andra sångaren Cornelis Vreeswijk som Tevje. Han regisserade också produktioner, och 1967-70 blev han Balettchef för Malmöbaletten.
Han grundade tillsammans med sin fru Dorrit Rhodin, även hon dansare, Dorrit och Teddy Rhodins balett- och teaterskola i Malmö 1965, vilken numera drivs av svärdottern Ylva Rhodin, under namnet Rhodins Dansstudio. Teddy producerade även musikaler för turné i samarbete med släktens Cirkus Brazil Jack, såsom Annie Get Your Gun.
Teddy Rhodin är gravsatt på Tygelsjö kyrkogård.

## Filmografi
- 1980 – Trollsommar
- 1974 – Karl XII (TV)
- 1969 – Den vilda jakten på likbilen
- 1964 – Den förlorade sonen (TV)
- 1958 – Den store amatören
- 1954 – Herr Arnes penningar
- 1949 – Singoalla (koreograf+kompositör)
- 1945 – Nya melodier
- 1945 – I Roslagens famn
- 1945 – Galgmannen
- 1944 – Dolly tar chansen
- 1943 – En flicka för mej
- 1942 – Löjtnantshjärtan
- 1941 – Dunungen

## Teater

### Roller (ej komplett)
| År   | Roll       | Produktion                                                                        | Regi              | Teater            |
| ---- | ---------- | --------------------------------------------------------------------------------- | ----------------- | ----------------- |
| 1965 |            | Victor eller den lille avslöjaren (Victor ou les Enfants au pouvoir) Roger Vitrac | Sandro Malmquist  | Malmö stadsteater |
| 1967 |            | Klas Klättermus Thorbjørn Egner                                                   | Per Siwe          | Malmö stadsteater |
| 1968 | Spelmannen | Spelman på taket Joseph Stein, Jerry Bock och Sheldon Harnick                     | Pierre Fränckel   | Malmö stadsteater |
| 1971 |            | Musikanterna kommer till stan Thorbjørn Egner                                     | Per Siwe          | Malmö stadsteater |
| 1972 |            | Nalle Puh A.A. Milne                                                              | Bo G. Forsberg    | Malmö stadsteater |
| 1973 |            | Leva loppan Georges Feydeau                                                       | Andris Blekte     | Malmö stadsteater |
| 1974 |            | Jag vill träffa Mjosov Valentin Katajev                                           | Andris Blekte     | Malmö stadsteater |
| 1974 |            | Herr Puntila och hans dräng Matti Bertolt Brecht                                  | Jan Lewin         | Malmö stadsteater |
| 1975 |            | Herrn går på jakt Georges Feydeau                                                 | Andris Blekte     | Malmö stadsteater |
| 1976 |            | Arsenik och gamla spetsar Joseph Kesselring                                       | Andris Blekte     | Malmö stadsteater |
| 1977 |            | Här ligger en hund begraven eller Ett spel om barmhärtighet Ariano Suassuna       | Andris Blekte     | Malmö stadsteater |
| 1977 |            | Rödluvan Jevgenij Sjvarts                                                         | Ronnie Hallgren   | Malmö stadsteater |
| 1978 |            | Ubu Alfred Jarry                                                                  | Lucian Giurchescu | Malmö stadsteater |

### Koreografi
| År   | Produktion | Upphovsmän                                                    | Regi           | Teater                  |
| ---- | --- | ------------------------------------------------------------- | -------------- | ----------------------- |
| 1946 | Luddes expo, revy | Charles Henry och Karl-Ewert                                  | Werner Ohlson  | Odeonteatern, Stockholm |
| 1947 | Nu blommar de', revy | Charles Henry och Karl-Ewert                                  | Werner Ohlson  | Odeonteatern, Stockholm |
| 1948 | Välj Odéon, revy | Charles Henry, Karl-Ewert och Werner Ohlson                   | Werner Ohlson  | Odeonteatern, Stockholm |
| 1949 | Färg över stan, revy | Charles Henry, Karl-Ewert och Werner Ohlson                   | Werner Ohlson  | Odeonteatern, Stockholm |
| 1949 | Om ni behagar, revy | Charles Henry, Harry Iseborg och Karl-Ewert                   | Werner Ohlson  | Odeonteatern, Stockholm |
| 1950 | Förtjusningens hus, revy | Karl-Ewert, Charles Henry, Harry Iseborg och Werner Ohlson    | Werner Ohlson  | Odeonteatern, Stockholm |
| 1951 | De' som gömmes i snö, revy | Karl-Ewert                                                    | Werner Ohlson  | Odeonteatern, Stockholm |
| 1964 | Mästerdetektiven Blomkvist på nya äventyr | Astrid Lindgren                                               | Jan Lewin      | Malmö stadsteater       |
| 1966 | Mordet på Marat Die Verfolgung und Ermordung Jean Paul Marats, dargestellt durch die Schauspielgruppe des Hospizes zu Charenton unter Anleitung des Herrn de Sade | Peter Weiss Översättning Britt G. Hallqvist                   | Jan Lewin      | Malmö stadsteater       |
| 1967 | Klas Klättermus Klatremus og de andre dyrene i Hakkebakkeskogen                                                                                                   | Thorbjørn Egner Översättning Ulf Peder Olrog och Håkan Norlén | Per Siwe       | Malmö stadsteater       |
| 1967 | Å, vilken härlig fred! | Hans Alfredson och Tage Danielsson                            | Jan Lewin      | Malmö stadsteater       |
| 1970 | Clownen Beppo | Else Fisher                                                   | Richard Bark   | Malmö stadsteater       |
| 1971 | Musikanterna kommer till stan Musikantene kommer til byen | Thorbjørn Egner Översättning Ulf Peder Olrog och Håkan Norlén | Per Siwe       | Malmö stadsteater       |
| 1972 | Nalle Puh Winnie-the-Pooh | A.A. Milne Översättning Bo G. Forsberg                        | Bo G. Forsberg | Malmö stadsteater       |
| 1974 | Ett dockhem Et Dukkehjem | Henrik Ibsen Översättning Jan Lewin                           | Jan Lewin      | Malmö stadsteater       |
| 1976 | Jösses flickor befrielsen är nära | Suzanne Osten och Margareta Garpe                             | Jan Lewin      | Malmö stadsteater       |
| 1976 | The Sunshine Boys | Neil Simon Översättning Uno Myggan Ericson                    | Herman Ahlsell | Malmö stadsteater       |